# Scanderbeg (ópera)
Scanderbeg (RV 732) es un dramma per musica en tres actos con música de Antonio Vivaldi y libreto en italiano de Antonio Salvi. Se estrenó con ocasión de la inauguración del Teatro della Pergola de Florencia, la ópera tuvo la participación de la célebre soprano Francesca Cuzzoni en el papel de Doneca

## Personajes
| Personaje  | Tesitura                     | Reparto del estreno, 22 de junio de 1718   |
| ---------- | ---------------------------- | ------------------------------------------ |
| Doneca     | soprano                      | Francesca Cuzzoni-Sandoni, 'La Parmigiana' |
| Climene    | soprano (papel con calzones) | Anna Guglielmi                             |
| Asteria    | contralto                    | Ágata Landi                                |
| Acomat     | soprano (papel con calzones) | Rosa Venturini                             |
| Scanderbeg | contralto castrato           | Giovanni Battista Carboni                  |
| Aroniz     | tenor                        | Antonio Ristorini                          |
| Ormondo    | contralto castrato           | Giovanni Pietro Sbaraglia                  |
| Amurat II  | tenor                        | Gaetano Mossi                              |